# Портрет А. А. Ахматовой (Альтман)
Портрет Анны Андреевны Ахматовой — живописное изображение русской поэтессы Анны Ахматовой (1889—1970), созданное художником Натаном Альтманом в 1914 году.

## Описание
Поэтесса обладала яркой запоминавшейся внешностью, не только она, но и её манера с большим достоинством держать себя неоднократно вдохновляли художников на создание её портретов. Поэт и литературный критик Георгий Адамович вспоминал:

«Анна Андреевна поразила меня своей внешностью. Теперь, в воспоминаниях о ней, её иногда называют красавицей: нет, красавицей она не была. Но она была больше, чем красавица, лучше, чем красавица. Никогда не приходилось мне видеть женщину, лицо и весь облик которой повсюду, среди любых красавиц, выделялся бы своей выразительностью, неподдельной одухотворенностью, чем-то сразу приковывавшим внимание»

Портрет передает важные черты личности Анны Андреевны — особую закрытость, утонченность натуры и величавость и даже царственность. Он считается одним из символов периода Серебряного века отечественной культуры с его культом стиля и тревожными предгрозовыми предчувствиями грядущих революционных перемен.

## История

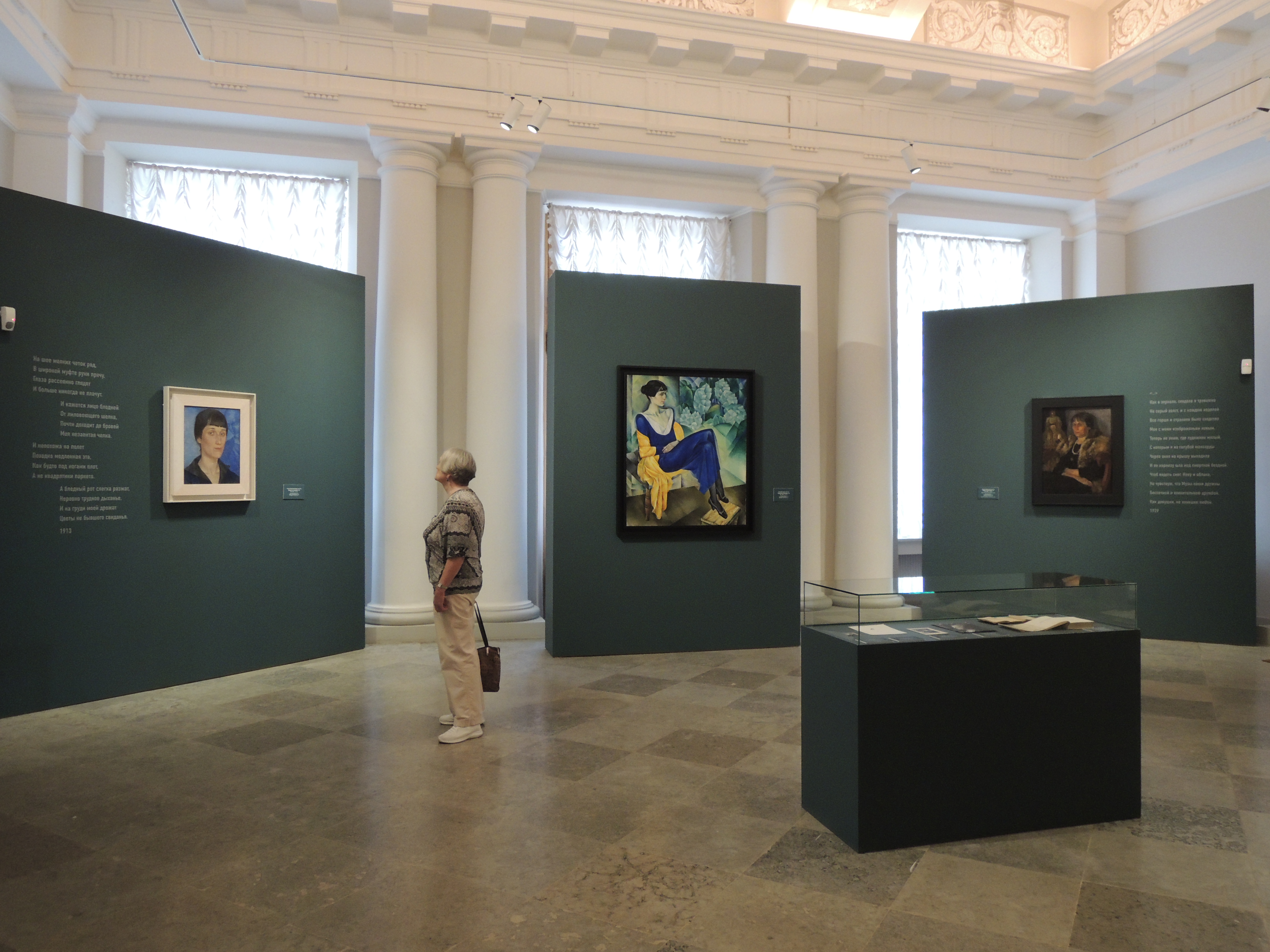
В зале Русского музея

Портрет написан русским художником Натаном Альтманом в 1914 году, Ахматова к этому времени уже была признанным поэтом. Подчеркивая артистизм поэтессы, художник ушёл от изображения персоны в будничной обстановке своей мастерской, а погрузил её в условную, несколько фантастическую среду, в которой значимую роль играет и декоративно звучное цветовое решение (интенсивные цвета одежды и прозрачные тона фона).
Эта работа стала наиболее известным произведением художника.
Художник и поэтесса встречались в Париже в 1911 году. Альтман сотрудничал тогда в созданном в 1902 году меценатом и скульптором Альфредом Буше «Улье». Ахматова же в то время была музой бывавшего в «Улье» Амедео Модильяни. Увидев два года спустя Ахматову в Петербурге, Альтман договорился с ней о нескольких сеансах позирования. Она вспоминала потом мастерскую Альтмана, располагавшуюся в мансарде на набережной Невы, долгие разговоры, шутки и «сумасбродные прогулки по крыше» («И по карнизу шла над смертной бездной»).
Ныне портрет находится в собрании Русского музея в Петербурге, куда поступил в 1920 году из собрания А. В. и Ж. Л. Румановых (Петроград).

## Оценки современников
Известный художник О. Л. Делла-Вос-Кардовская писала о работе Альтмана:
«Портрет, по-моему, слишком страшный. Ахматова там какая-то зелёная, костлявая, на лице и фоне кубические плоскости, но за всем этим она похожа, похожа ужасно, как-то мерзко в каком-то отрицательном смысле…»
Дочь же художницы, Е. Д. Кардовская, отзывается о ней иначе:
«Но как ни нравится мне с художественной стороны ахматовский портрет работы моей матери, и всё же считаю, что Ахматова такая, какой её знали её друзья — поэты, поклонники тех лет, Ахматова „чётко“ передана не на этом портрете, а на портрете работы Альтмана».
Сама поэтесса так писала об этой картине:

…Как в зеркало, глядела я тревожно

На серый холст, и с каждою неделей

Всё горше и страннее было сходство

Моё с моим изображеньем новым…